# MAN-ZOKUディーバ
MAN-ZOKUディーバ (マンゾクディーバ、別名:マンゾクディーバ/満足女神) とは、風俗情報サイト・風俗情報誌「マンゾクネット」「MAN-ZOKU」のイメージガールである。

## メンバー
2011年11月、由愛可奈の加入により第7期の活動がスタートする。なお、第6期では一般公募での募集もあったが最終的には新加入者がいなかった。下記表では、メンバー数の増減にて区切り（x期）としている。2013年7月、冠番組がスタート。なお、みひろはAV女優引退後もディーバとしての活動を続けている唯一人のメンバーである。
| 名前          | 活動期        | 加入          | 卒業          | 備考                         |
| 第7期メンバー | 第7期メンバー | 第7期メンバー | 第7期メンバー | 第7期メンバー                |
| ------------- | ------------- | ------------- | ------------- | ---------------------------- |
| みひろ        | 1 - 7         | 2005年4月     |               | 2010年6月でAV女優を引退      |
| 吉沢明歩      | 1 - 7         | 2005年4月     | 現役          |                              |
| 由愛可奈      | 7             | 2011年11月    | 現役          |                              |
| 卒業メンバー  |               |               |               |                              |
| 小沢菜穂      | 1             | 2005年4月     | 2006年3月     | 2007年5月でAV女優を引退      |
| 宮路ナオミ    | 2             | 2006年4月     | 2007年3月     | 2007年4月でAV女優を引退      |
| 若菜ひかる    | 2 - 3         | 2006年4月     | 2008年3月     | 2008年8月でAV女優を引退      |
| 水元ゆうな    | 2 - 5         | 2006年4月     | 2011年3月     | 現役                         |
| 灘坂舞        | 3             | 2007年4月     | 2008年3月     | 2011年10月以降は活動休止状態 |
| 希志あいの    | 4 - 5         | 2008年4月     | 2011年3月     | 2015年12月でAV女優を引退     |
| 佐山愛        | 4             | 2008年9月     | 2010年2月     | 現役                         |
| 木下柚花      | 5             | 2010年2月     | 2011年3月     | 2012年2月でAV女優を引退      |

## 出演

### TV
- すすきの天国 よるたまシリーズ (2005年4月 - 2016年9月、テレビ北海道)
  - 「北海道"うまいっしょリポート"なまらっ!!満腹女神」
  - 「満足女神ガチンコパチンコ対決」（2009年3月14日 - 2010年3月20日）
  - 「GAIAからの挑戦状!!」（2010年8月29日 - 2011年1月9日、単発コーナー）
  - 「ガチ・ゴチ勝負」（2011年4月17日 - 12月10日）
  - 「満足女神♥のガチンコ勝負!」（2011年12月18日 - ）
  - 「もういちど食べたいあの一品 すすきのグルメ バトルロワイヤル」（2012年3月4日）
  - 「満足女神SP 明歩の願い叶えます!」（2012年7月29日）
- 武井壮とマンゾクディーバの新 よるたま（2013年7月7日 - 2016年9月25日）
  - ディーバのお悩み相談室（2013年8月25日 - ）

## 雑誌
- 週刊プレイボーイ（2007年3月19日号）

## CD
- 恋のバッキン!〜MAN-ZOKU DiVAバージョン〜/ウキ・ウキ・マンゾク・ラブ（2006年10月29日、シーズ情報出版）